# Uti vår hage
Uti vår hage (vertaling: in onze weide)  is een traditioneel wijsje afkomstig van Gotland. Het lied beschrijft wat je daar zoal kan aantreffen, lelies, wilde akelei, rozen, salie en aarmunt. Alles tot genoegen van de wandelaar of observator.
Hugo Alfvén schreef er in 1923 een nieuwe melodie bij, hij schreef die voor zijn eigen mannenkoor Orphei Drängar, die hun versie in 1993 opnam voor BIS Records.
Er zijn drie versies:
- voor gemengd koor
- voor mannenkoor
- voor zangstem en piano (nooit uitgegeven)

Het is een van de werken, die vrij populair zijn in Scandinavië; er zijn meerdere opnamen beschikbaar, dan veelal onder Folksvisa från Gotland. Platenlabel Naxos vond de titel dermate pakkend, dat zij een gehele compact disc uitbracht onder Uti vår hage, waarop uiteraard ook Alfvéns werkje.